# Комбінований кар'єрний транспорт

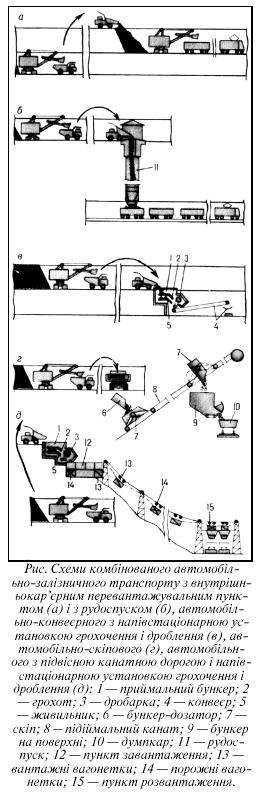
Комбінований кар'єрний транспорт.JPG

Комбінований кар'єрний транспорт (рос. комбинированный каръерный транспорт, англ. combined open-pit transport; нім. kombinierter Tagebautransport m) – сукупність дек. видів транспорту, послідовно розташованих, взаємозалежних і працюючих в єдиному трансп. ланцюгу кар'єру.
Комбінований кар'єрний транспорт набув поширення з 1950-х рр., що було викликано збільшенням глибини кар'єрів.
Для комбінованого кар'єрного транспорту характерне використання кожного з видів транспорту в оптимальних для нього умовах. Системи комбінованого кар'єрного транспорту, як правило, мають три ланки: транспорт у межах кар'єру, підняття на поверхню, транспорт на поверхні до пунктів розвантаження (відвалу, збагач. ф-ки, залізничної станції):
- 1) Найпоширеніші види включають використання в межах кар'єру автомобільного (рідше залізничного) транспорту; для видачі гірничої маси на поверхню служать конвеєри або скіповий підйом. Частіше за все на великих кар'єрах застосовується комбінація автомобільного і залізничного транспорту. Автомобілі застосовуються, як правило, з глибини 150-180 м. При цьому відстань перевезень автомоб. транспортом становить 0,5-1,5 км, а залізничним, включаючи шлях на поверхні, зростає до 8-10 км і більше.

- 2) Автомобільно-конвеєрний транспорт найпоширеніший на кар'єрах з міцними скельними породами і рудами. Введення автомоб.-конвеєрного найдоцільніший з глибини розробки 80-150 м, дальність транспор-тування автосамоскидами - до 1,5 км, а конвеєрами - до 3 км. Конвеєрами, що розташовуються по борту кар'єру (в траншеях, напівтраншеях) або у спеціально пройде-них підземних виробках (похилих стовбурах), гірн. маса видається на поверхню для переміщення на збагач. ф-ку або перевантаження в інш. вид транспорту. Конку-рентоздатність автомобільно-конвеєрного транспорту зростає із збільшенням виробничої потужності і глибини кар'єру. На більшості кар'єрів глиб. понад 200-250 м автомобільно-конвеєрний транспорт стає на 10-15% еко-номічно вигіднішим, ніж автомоб.-залізничний. Вантажопотік при автомобільно-конвеєрному транспорті становить 18-20 млн тонн і більше.

- 3) Залізнично-конвеєрний транспорт використовується при великих розмірах кар'єрів в плані і значній їх глибині (понад 150-180 м). Однак такі умови зустрічаються порівняно рідко. Величина вантажопотоку при введенні комбінації залізнично-конвеєрного транспорту - 20-25 млн тонн і вище.

- 4) Автомобільно-скіповий транспорт дає можливість транспортувати скіпами крупнокускову висаджену скельну гірн. масу вгору по борту кар'єру під кутом до 45 о і в шахтних стовбурах - до 90 о. Він доцільний у порівняно глибоких кар'єрах (до 350-400 м) з малими розмірами у плані. Скіпові підйомники встановлюють при глибині кар'єру 50-100 м. Величина вантажопотоку - 8-10 млн тонн.

- 5) Крім осн. видів комбінованого кар'єрного транспорту, відомі комбінації автомоб. транспорту з гравітаційним, канатним, гідро- і пневмотранспортом та інш. Вони практично не поширені.